# Thecla illex
Thecla illex är en fjärilsart som beskrevs av William Schaus 1902. Thecla illex ingår i släktet Thecla och familjen juvelvingar. Inga underarter finns listade i Catalogue of Life.